# Listă de filme britanice din 1979
Aceasta este o listă de filme britanice din 1979:

## Lista
| Titlu                                    | Regizor                   | Distribuție                                               | Gen                    | Note                                                     |
| ---------------------------------------- | ------------------------- | --------------------------------------------------------- | ---------------------- | -------------------------------------------------------- |
| Agatha                                   | Michael Apted             | Dustin Hoffman, Vanessa Redgrave                          | Mystery                |                                                          |
| Alien                                    | Ridley Scott              | Sigourney Weaver, Tom Skerritt                            | Sci-fi                 | Co-production with the US                                |
| Anti-Clock                               | Jane Arden                |                                                           | Drama                  |                                                          |
| Arabian Adventure                        | Kevin Connor              | Christopher Lee, Oliver Tobias, Milo O'Shea               | Fantasy/adventure      |                                                          |
| Bear Island                              | Don Sharp                 | Donald Sutherland, Vanessa Redgrave                       | Adventure              | Co-production with Canada                                |
| The Bitch                                | Gerry O'Hara              | Joan Collins, Kenneth Haigh                               | Drama                  |                                                          |
| Bloody Kids                              | Stephen Frears            | Derrick O'Connor, Gary Holton                             | Drama                  |                                                          |
| The Cat and the Canary                   | Radley Metzger            | Honor Blackman, Michael Callan                            | Thriller               |                                                          |
| Confessions from the David Galaxy Affair | Willy Roe                 | Alan Lake, Glynn Edwards                                  | Comedy                 |                                                          |
| Derek and Clive Get the Horn             | Russell Mulcahy           | Peter Cook, Dudley Moore                                  | Documentary            |                                                          |
| Dracula                                  | John Badham               | Frank Langella, Kate Nelligan, Laurence Olivier           | Horror                 |                                                          |
| Eagle's Wing                             | Anthony Harvey            | Martin Sheen, Sam Waterston, Harvey Keitel                | Western                |                                                          |
| Escape to Athena                         | George P. Cosmatos        | Roger Moore, Telly Savalas                                | World War II/adventure |                                                          |
| The Europeans                            | James Ivory               | Lee Remick, Robin Ellis                                   | Literary drama         | Entered into the 1979 Cannes Film Festival               |
| Firepower                                | Michael Winner            | Sophia Loren, James Coburn                                | Action                 |                                                          |
| The First Great Train Robbery            | Michael Crichton          | Sean Connery, Donald Sutherland, Lesley-Anne Down         | Crime/adventure        |                                                          |
| A Game for Vultures                      | James Fargo               | Richard Harris, Joan Collins, Richard Roundtree           | Thriller               |                                                          |
| The Golden Lady                          | José Ramón Larraz         | Ina Skriver, Suzanne Danielle                             | Thriller               |                                                          |
| The Great Riviera Bank Robbery           | Francis Megahy            | Ian McShane, Warren Clarke                                | Crime/thriller         |                                                          |
| Hanover Street                           | Peter Hyams               | Harrison Ford, Lesley-Anne Down                           | World War II/romance   |                                                          |
| The Human Factor                         | Otto Preminger            | Richard Attenborough, Nicol Williamson                    | Thriller               |                                                          |
| Jesus                                    | Peter Sykes, Peter Heyman | Brian Deacon, Yosef Shiloach                              | Biblical               |                                                          |
| The Kids Are Alright                     | Jeff Stein                | The Who                                                   | Documentary            |                                                          |
| The Lady Vanishes                        | Anthony Page              | Elliott Gould, Cybill Shepherd                            | Mystery                |                                                          |
| Le Pétomane                              | Ian MacNaughton           | Leonard Rossiter, Graham Stark                            | Comedy                 |                                                          |
| Licensed to Love and Kill                | Lindsay Shonteff          | Gareth Hunt, Fiona Curzon                                 | Spy/action             |                                                          |
| Lost and Found                           | Melvin Frank              | George Segal, Glenda Jackson                              | Romance/comedy         |                                                          |
| Meetings with Remarkable Men             | Peter Brook               | Terence Stamp, Athol Fugard                               | Drama                  | Entered into the 29th Berlin International Film Festival |
| Monty Python's Life of Brian             | Terry Jones               | The members of Monty Python, Gwen Taylor, Charles McKeown | Comedy                 | Number 28 in the BFI Top 100 British films               |
| Moonraker                                | Lewis Gilbert             | Roger Moore, Michael Lonsdale, Lois Chiles                | Spy/action             |                                                          |
| Murder by Decree                         | Bob Clark                 | Christopher Plummer, James Mason                          | Mystery                |                                                          |
| The Music Machine                        | Ian Sharp                 | Gerry Sundquist, Patti Boulaye                            | Musical                |                                                          |
| North Sea Hijack                         | Andrew McLaglen           | Roger Moore, Anthony Perkins, James Mason                 | Action                 |                                                          |
| The Passage                              | J. Lee Thompson           | Anthony Quinn, James Mason                                | World War II           |                                                          |
| The Plank                                | Eric Sykes                | Eric Sykes, Arthur Lowe                                   | Comedy                 |                                                          |
| Quadrophenia                             | Franc Roddam              | Phil Daniels, Leslie Ash, Philip Davis, Mark Wingett      | Musical                |                                                          |
| The Quatermass Conclusion                | Piers Haggard             | John Mills, Barbara Kellerman                             | Sci-fi                 | Based on the TV series Quatermass                        |
| Quincy's Quest                           | Robert Reed               | Tommy Steele, Mel Martin                                  | Family                 |                                                          |
| Radio On                                 | Christopher Petit         | David Beames                                              | Mystery/road           |                                                          |
| The Riddle of the Sands                  | Tony Maylam               | Michael York, Jenny Agutter                               | Adventure              |                                                          |
| Scum                                     | Alan Clarke               | Ray Winstone, Mick Ford, Julian Firth                     | Prison drama           |                                                          |
| A Sense of Freedom                       | John Mackenzie            | David Hayman, Fulton Mackay                               | Drama                  |                                                          |
| Sunburn                                  | Richard C. Sarafian       | Farrah Fawcett, Charles Grodin                            | Crime/comedy           | Co-production with the US                                |
| Tarka the Otter                          | David Cobham              | Henry Williamson, Gerald Durrell                          | Family                 |                                                          |
| The Tempest                              | Derek Jarman              | Heathcote Williams, Toyah Willcox                         | Shakespearean          |                                                          |
| Tess                                     | Roman Polanski            | Nastassja Kinski, Peter Firth                             | Literary drama         |                                                          |
| That Summer                              | Harley Cokeliss           | Ray Winstone, Tony London                                 | Drama                  |                                                          |
| The World Is Full of Married Men         | Robert Young              | Anthony Franciosa, Carroll Baker                          | Drama                  |                                                          |
| Yanks                                    | John Schlesinger          | Richard Gere, Vanessa Redgrave, Lisa Eichhorn             | World War II           |                                                          |
| Yesterday's Hero                         | Neil Leifer               | Ian McShane, Suzanne Somers                               | Drama                  |                                                          |